# Lenkoran
Lenkoran či Lankaran (ázerbájdžánsky Lənkəran, rusky Ленкорань, Lenkoraň) je menší město v Ázerbájdžánu, na břehu Kaspického moře, blízko jižní hranice s Íránem.
Žije zde přibližně 59 000 obyvatel (2004), z nichž asi polovina jsou Talyšové.
Je centrem Lenkoranského rajónu.